# Sillingy
Sillingy är en kommun i departementet Haute-Savoie i regionen Auvergne-Rhône-Alpes i sydöstra Frankrike. Kommunen ligger i kantonen Annecy-Nord-Ouest som tillhör arrondissementet Annecy. År 2022 hade Sillingy 5 652 invånare.

## Befolkningsutveckling
Antalet invånare i kommunen Sillingy
| Referens: INSEE |